# 20 Years After
20 Years After ist ein dystopischer US-amerikanischer Science-Fiction-Thriller von Regisseur Jim Torres. Als Vorlage diente das Schauspiel Like Moles, Like Rats von Ron Harris, der hier auch am Drehbuch mitwirkte. Das Endzeitszenario hatte am 6. März 2008 seine Premiere beim George Lindsey UNA Film Festival. In Deutschland erschien das Werk am 8. Mai 2009 auf DVD.

## Handlung
Nach einem vernichtenden Atomkrieg mit radioaktivem Niederschlag, diversen Kriegen und Seuchen scheint das Aussterben der Menschheit unabwendbar. Seit über 15 Jahren wurde zudem kein einziges Kind mehr geboren. Die Überreste menschlicher Zivilisation leben in übers Land verteilten Höhlen oder unterirdischen Schutzräumen. Die Welt ist geprägt von Gewalt und Chaos; in der Ära der sogenannten „Neuen Depression“ bestimmen Resignation und Desillusionierung den Alltag.
Die hochschwangere und verwitwete Sarah Stockwell lebt gemeinsam mit ihrer Mutter Margaret, die seit Jahren den Verlust ihres verschollenen Mannes nebst Sohn David betrauert, in dem Haus von Dr. Samuel Singleton. Irgendwann stößt der mystische Hausherr zu den beiden Frauen und bittet diese, einen sicheren Zufluchtsort aufzusuchen. Ferner prophezeit er den beiden, dass sich die Welt mit der Geburt des Kindes ändern werde. Das Trio macht sich schließlich auf den Weg in eine riesige Höhle namens Spring-Fed Lake.
Jener Ort beherbergt eine Vielzahl von weiteren Überlebenden und Flüchtlingen, zu denen auch Radiomoderator Michael zählt. Dieser jagt fieberhaft einem anderen, weit entfernten Radiosignal nach, um mit dem Sprecher, Harvey, Kontakt aufzunehmen.
Derweil weckt das noch ungeborene Kind Begehrlichkeiten bei der skrupellosen Abigail Mynard, der Anführerin einer elitären, paramilitärischen Vereinigung. Sie befiehlt ihrem Ziehsohn David – er ist in Wirklichkeit Margarets vermisster Nachkomme und somit der Onkel des Ungeborenen –, ihr das Kind zu beschaffen. Der loyale David greift daraufhin mit Gefolgsleuten das Höhlensystem an, lässt dann aber von seinem Vorhaben ab, nachdem ihm klar geworden ist, dass die Schwangere seine Schwester ist.
Sarah fühlt sich nach den Angriffen in der Höhle nicht mehr sicher und beschließt, mit ihrer Mutter und Michael dem Radiosignal entgegenzufahren. Unterwegs gabelt das Trio Abigail mit ihrem debilen Anhang auf. Gemeinsam erreicht man schließlich ein großes Wohngebäude, in dem der einsame Harvey haust. Hier überschlagen sich alsbald die Ereignisse. Nach Sarahs Entbindung versucht Abigail das kleine Mädchen zu entführen, doch der plötzlich auftauchende David vereitelt den Plan und tötet seine Ziehmutter. Bei dem Attentat erliegt er selbst seinen schweren Verletzungen. Am Ende des Films verkündet Michael in einer Radiobotschaft das freudige Ereignis.